# Ein Elbikara
Ein Elbikara (tiếng Ả Rập: عين البكارة) là một ngôi làng Syria nằm ở Salqin Nahiyah ở huyện Harem, Idlib. Theo Cục Thống kê Trung ương Syria (CBS), Ein Elbikara có dân số 969 trong cuộc điều tra dân số năm 2004.